# 萨拉·德鲁
莎拉·德鲁（英語：Sarah Drew，1980年10月1日—）是一名美国女演员、导演，因出演The WB的家庭电视连续剧《雪山镇》和ABC的医疗剧《实习医生格蕾》而为人所熟知。

## 早年生活
莎拉·德鲁出生并成长于美国纽约的斯托尼布鲁克，其后就读于石溪中学。她的母亲（Dr. Jeannie Drew）现在是曼哈顿一家私立女子中学的生物老师，她的父亲（Rev. Charles Drew）是纽约伊曼纽尔长老教堂（Emmanuel Presbyterian Church）的主任牧师，同时她有一个在费城艾里山社区教堂（Mt. Airy Community Church）担任牧师的兄弟，她的兄弟还是杰曼镇贵格会学校（Germantown Friends School）的清唱团指挥。2002年，她获得美国弗吉尼亚大学戏剧专业学士学位。

## 演艺生涯
早在1997年当她还在高中就读时，就已开始为电视动画《拽妹黛薇儿》（Daria）中的角色配音。
2001年，她在普林斯顿麦卡特剧院上演的《罗密欧与朱丽叶》中扮演朱丽叶，这是她首次作为职业演员登上舞台。 2003年，她首次登上百老汇剧院的舞台，此次参演的是《少年梵高的烦恼》，之后曾前往伦敦西区剧院演出。在参演美国电视剧《奇迹降临》（Wonderfalls）和电影《真情电波》（Radio）后，她开始进军电视剧行业。她曾在电影《我们的星条旗》（American Pastime）中扮演一名日本军士的女儿。
2004年至2006年，她在电视连续剧《雪山镇》中饰演汉娜·罗杰斯（Hannah Rogers）。之后，先后在《铁证悬案》、《法律与秩序：特殊受害者》、《灵媒辑凶》、《灵书妙探》、《欢乐合唱团》、《邪恶力量》和《私人诊所》等电视剧中客串角色。
她也在2008年的电影《叫我第一名》中饰演角色。2008年至2009年，她在AMC电视连续剧《广告狂人》中饰演基蒂·罗马诺（Kitty Romano）。 2009年，她开始在医疗剧《实习医生格蕾》中饰演艾菩尔·凯普娜（April Kepner）。2014年，参演电影《母亲外出之夜》（Moms' Night Out）。

## 个人生活
莎拉·德鲁是一名基督徒，她于2002年7月和Peter Lanfer结婚，Peter Lanfer是加州大学洛杉矶分校的一名讲师。婚后育有一子（2012年出生）一女（2014年出生 ）。

## 影视作品

### 电视剧
| 年份       | 名称                                         | 角色                                   | 备注                                        |
| ---------- | -------------------------------------------- | -------------------------------------- | ------------------------------------------- |
| 1997–2001  | 《拽妹黛薇儿》                               | 史黛西·罗（Stacy Rowe，配音）          | 28集                                        |
| 2000       | 《拽妹黛薇儿之暑假要结束了没》               | 史黛西·罗（配音）                      | 电视电影                                    |
| 2002       | 《拽妹黛薇儿之要上大学了没》                 | 史黛西·罗（配音）                      | 电视电影                                    |
| 2004       | 《奇迹降临》                                 | 比安卡·诺里斯（Bianca Knowles）        | 剧集名: "Karma Chameleon"                   |
| 2004–2006  | 《雪山镇》                                   | 汉娜·罗杰斯                            | 主要角色（38集）                            |
| 2006       | 《铁证悬案》                                 | 詹妮 （Jenny）(1958)                   | 剧集名:"Static"                             |
| 2007       | 《法律与秩序：特殊受害者》                   | 贝卡·赖斯（Becca Rice）                | 剧集名: "Responsible"                       |
| 2007       | 《惠勒的新生活》（Reinventing the Wheelers） | 贝基·康纳（Becky Conner）              | 电视电影                                    |
| 2008       | 《灵媒辑凶》                                 | 苏西·基纳（Suzie Keener）              | 剧集名: "Wicked Game" (Parts 1 & 2)         |
| 2008       | 《调教富家女》                               | 卡琳（Caryn）                          | 剧集名: "All About Insecurities"            |
| 2008       | 《叫我第一名》                               | 南希·拉撒路（Nancy Lazarus）           | 电视电影                                    |
| 2008, 2009 | 《私人诊所》                                 | 朱迪（Judy）                           | 2 集                                        |
| 2008–2009  | 《广告狂人》                                 | 基蒂·罗马诺                            | 4 集                                        |
| 2009       | 《Inside the Box》                           | 莫利（Molly）                          | 电视电影                                    |
| 2009       | 《灵书妙探》                                 | 克洛伊·理查森（Chloe Richardson）      | 剧集名: "Nanny McDead"                      |
| 2009       | 《数字追凶》                                 | 派珀·圣约翰（Piper St. John）          | 剧集名: "Angels and Devils"                 |
| 2009       | 《平地风云》                                 | 雷切尔·罗森茨维格（Rachel Rosenzweig） | 剧集名: "Aguna Matatala"                    |
| 2009       | 《欢乐合唱团》                               | 苏西·佩珀（Suzy Pepper）               | 剧集名: "Ballad"                            |
| 2009–2018  | 《实习医生格蕾》                             | 艾菩尔·凯普娜                          | 来回演出 (共6季) 在第7至14季主演，共191集。 |
| 2010       | 《邪恶力量》                                 | 诺拉/德蒙（Nora / Demon）              | 剧集名: "Swap Meat"                         |
| 2010       | 《呼叫迈阿密》                               | 艾米丽（Emily）                        | 剧集名: "What Lies Beneath"                 |

### 电影
| 年份 | 名称                             | 角色                         | 备注       |
| ---- | -------------------------------- | ---------------------------- | ---------- |
| 2003 | 《真情电波》                     | 玛丽海伦（Mary Helen）       |            |
| 2005 | 《极致处男》（The Baxter）       | 塞丽娜（Serena）             |            |
| 2006 | 《Locked Upstairs》              | 乔（Jo）                     | 短片       |
| 2007 | 《我们的星条旗》                 | 凯蒂·伯勒尔（Katie Burrell） |            |
| 2007 | 《集中营内的爱情》（The Violin） | 迪特（Judit）                | 短片       |
| 2008 | 《法兰克福香肠》                 | 凯伦（Karen）                |            |
| 2010 | 《Tug》                          | 阿里尔（Ariel）              |            |
| 2013 | 《Headlights》                   | 缪斯（Muse）                 | 短片       |
| 2014 | 《母亲外出之夜》                 | 艾莉森（Allyson）            |            |
| 2014 | 《Waking Marshall Walker》       | 夏洛特（Charlotte）          | 短片       |
| 2017 | 《Indivisible》                  | 希瑟·特纳（Heather Turner）  | 后期制作中 |

### 網路影集
| 年份 | 名称                               | 角色          |
| ---- | ---------------------------------- | ------------- |
| 2010 | 《Seattle Grace: Message of Hope》 | 艾菩尔·凯普娜 |